# Grzybno (powiat chełmiński)
Grzybno – wieś w Polsce położona w województwie kujawsko-pomorskim, w powiecie chełmińskim, w gminie Unisław.

## Podział administracyjny
| SIMC    | Nazwa       | Rodzaj    |
| ------- | ----------- | --------- |
| 1028532 | Bobak       | część wsi |
| 1028549 | Chiny       | część wsi |
| 1028561 | Garwolin    | część wsi |
| 1028578 | Korea       | część wsi |
| 1028609 | Pod Głażewo | część wsi |
| 1028615 | Pod Siemion | część wsi |
| 1028621 | Pod Unisław | część wsi |

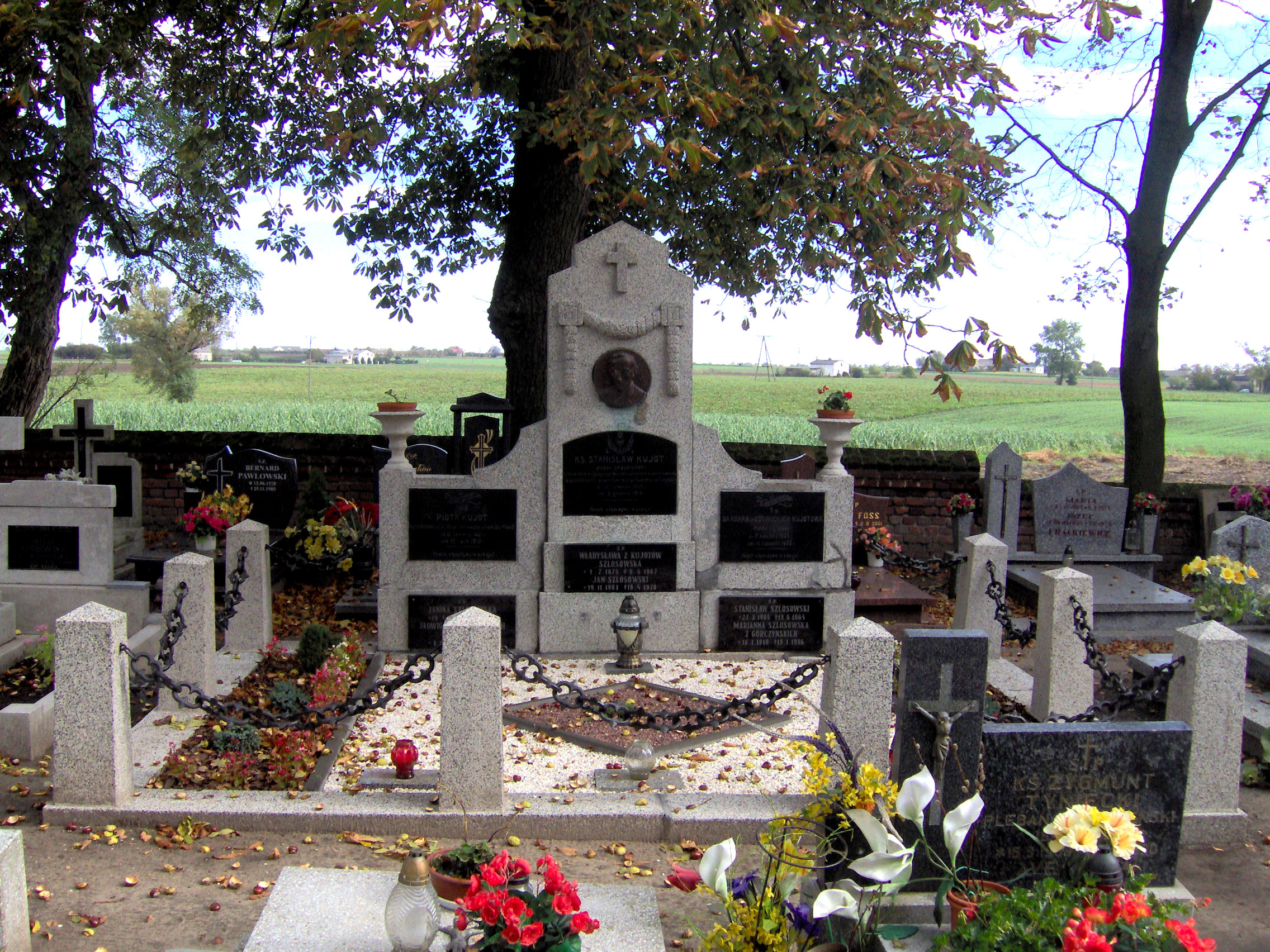
Grobowiec Stanisława Kujota

W latach 1975–1998 miejscowość należała administracyjnie do województwa toruńskiego.

## Demografia
Według Narodowego Spisu Powszechnego (III 2011 r.) wieś liczyła 629 mieszkańców. Jest trzecią co do wielkości miejscowością gminy Unisław.

## Obiekty zabytkowe
Według rejestru zabytków NID na listę zabytków wpisany jest gotycki kościół parafialny pw. św. Michała Archanioła z przełomu XIII i XIV wieku, nr rej.: A/319 z 30.11.1929.
Na cmentarzu parafialnym spoczywa Stanisław Kujot (1845-1914), duchowny katolicki i historyk.